# August Thyssen
August Thyssen, född 17 maj 1842 i Eschweiler, död 4 april 1926 på Slottet Landsberg nära Ratingen, var en tysk industrialist. Han var far till Fritz Thyssen.
August Thyssen grundade 1870 Walzwerk Thyssen & Co., vilket kom att utvecklas till världskoncernen Thyssen (numera ThyssenKrupp). Thyssen studerade vid Karlsruhes polytekniska skola och handelshögskolan i Antwerpen. Efter studierna arbetade han hos sin bror Joseph Thyssen i fadern Friedrich Thyssens bank. 1867 grundade han i Duisburg Thyssen-Foussol & Co. tillsammans med släktingar. 1870 lades företaget ner och Walzwerk Thyssen & Co. grundades av Thyssen. 1891 tog Thyssen över Gewerkschaft Deutscher Kaiser. Tillsammans med Hugo Stinnes skapade han Rheinisch-Westfälisches Elektrizitätswerk AG. Thyssen utvecklades till en av de största koncernerna inom gruv- och verkstadsindustrin.